# Edward Abraham Johnson
Edward Abraham Johnson, detto Eddie (Daytona Beach, 31 marzo 1984), è un ex calciatore statunitense, di ruolo attaccante.

## Caratteristiche tecniche
Nel 2001 è stato inserito nella lista dei migliori calciatori stilata da Don Balón.

## Carriera

### Club
Pur essendo molto giovane, vanta una grande esperienza nella Major League Soccer e nella sua Nazionale.
Fino al 2005, ha militato nei Dallas, per trasferirsi poi ai Kansas City, dove ha attirato l'interesse di grandi club europei come Manchester United, Middlesbrough, Reading, Celtic, Benfica e Real Sociedad, prima di firmare il contratto che lo lega sino al 2011 al Fulham.
Tuttavia dopo solo 6 presenze con il club di Craven Cottage in Premier League, nell'agosto 2008 viene ceduto in prestito al Cardiff City fino al termine della stagione 2008/2009. Nel 2009 il Fulham lo rigira in prestito questa volta all'Aris Salonicco.

### Nazionale
Ha partecipato al Campionato mondiale di calcio Under-20 2003, di cui è stato capocannoniere con altri tre giocatori.

## Palmarès

### Nazionale
- Gold Cup: 2

2007, 2013

### Individuale
- Scarpa d'oro del campionato del mondo Under-20: 1

Emirati Arabi Uniti 2003 (6 gol)
- U.S. Soccer Athlete of the Year: 1

Miglior giovane: 2004
- MLS Comeback Player of the Year: 3

2007, 2012